# اليوم العالمي للبستنة العارية

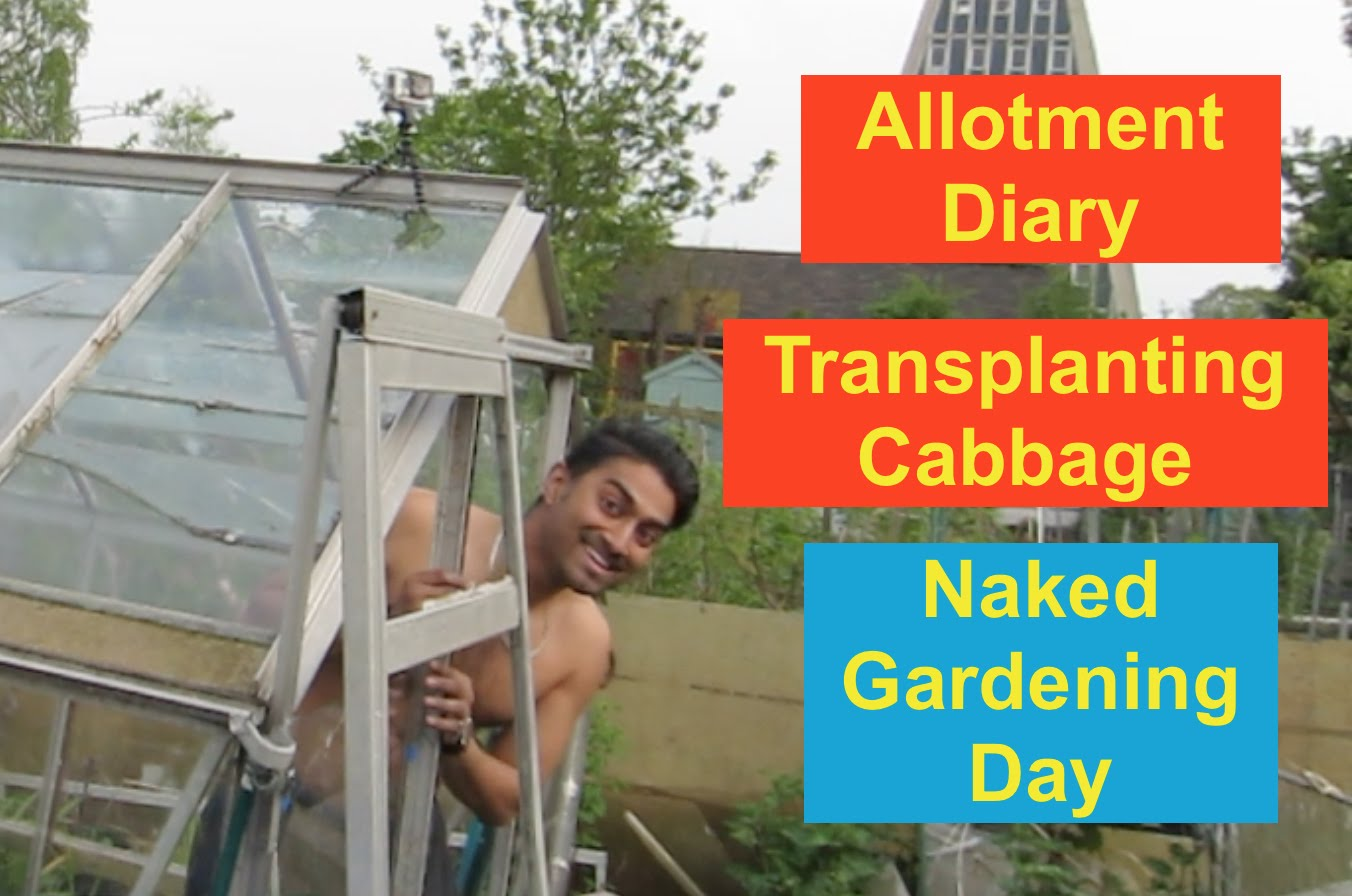
رسم لفيديو البستنة يحتفل باليوم العالمي للبستنة العارية في عام 2016.

اليوم العالمي للبستنة العارية (WNGD)  هو حدث دولي سنوي يتم الاحتفال به عمومًا في السبت الأول من مايو/ أيار،  من قِبَل البستانيين وغير البستانيين على حد سواء.

## منظمة
أُسّست المنظمة من قبل كافة ستوري (مستشار ومحرر في مجلة عاري وطبيعية) ويعقوب جبرائال مزارع يل، كمشروع الجسم والحرية (BFC).   في أيامها الأولى، كان لدى ستوري رؤية لمشاركة BFC في «مخادعة حرب العصابات»  مثل القفز من شاحنة أو الظهور بشكل عفوي في بيئة حضرية والانخراط في البستنة.
في نيويورك ديلي نيوز، أشار ستوري إلى أن منظمتهم ليست مملوكة لأي منظمة واحدة. قال ستوري: "لا توجد منظمة معينة تمتلك اليوم العالمي للبستنة العارية"، وليست في الواقع تجمعًا كبيرًا من البستانيين في سياتل الذين يخلعون ويقطعون بعض الشجيرات معًا. " 
في حين انتشرت الظاهرة بسرعة على الصعيد الدولي، لم يقم مؤسسوها باستثمار يذكر. «قال ستوري إنه وجونسون لم ينفقوا أي أموال أو بذلوا جهودًا كبيرة للترويج لليوم العالمي للبستنة العارية منذ أن بدأوا ذلك. ساعدوا في إنشاء موقع ويب في وقت مبكر، ثم انحسروا في الخلفية. كانوا يقصدون أن فكرة مقدمة لحرية الملابس من خلال البستنة كانت قيمة وستنمو عضويًا بمفردها».
أقيم اليوم العالمي الأول للبستنة العارية في 10 سبتمبر كانون الأول 2005. في عام 2007، تم نقل تاريخ الحدث إلى السبت الأول من مايو/ أيار؛ اعتبارًا من 2018، لا يزال الحدث يحدث في يوم السبت الأول من شهر مايو/ أيار. ومع ذلك، في عام 2018، اعتمد الاتحاد الطبيعي النيوزيلندي نهاية الأسبوع الماضي في أكتوبر باعتباره اليوم العالمي للبستنة العارية؛ اعتبر هذا التاريخ مناسبًا بشكل أفضل لمناخ نصف الكرة الجنوبي.
الدوافع
وفقًا لـ Today News من إن بي سي، أصبح اليوم العالمي للبستنة العارية "تقليدًا سنويًا يحتفل بإزالة الأعشاب الضارة وزراعة الزهور وتقليم التحوطات في المنطقة. في حين أنه مرتبط بحركة العراة الذين يروجون للقبول السليم والجسدي لجسم الإنسان، فإن الهدف من اليوم هو أن يكون مضحكًا، ممتعاً وغير سياسي، كما يقول المؤسسون.
يؤكد المنظمون أنه «إلى جانب كونها متحررة، فإن البستنة العارية تأتي في المرتبة الثانية بعد السباحة كنشاط يكون الناس أكثر استعدادًا للتفكير في القيام به».